# Abbott-Ducker
Der Abbott-Ducker (Cephalophus spadix) ist eine Kleinantilopenart aus der Tribus der Ducker (Cephalophini) innerhalb der Familie der Hornträger (Bovidae). Er ist ein Waldbewohner und kommt nur in einigen verstreut liegenden Gebieten in Tansania vor. Er ist sehr selten.
Der deutschsprachige ebenso wie der englischsprachige Trivialname der Art leitet sich ab von William Louis Abbott, einem amerikanischen Arzt, Naturforscher und Ornithologen.

## Merkmale
Der Abbott-Ducker erreicht gewöhnlich eine Kopf-Rumpf-Länge von 97 bis 140 cm. Die Schwanzlänge beträgt 8 bis 13 cm. Mit einem Gewicht von 50 bis 60 kg und einer Schulterhöhe von bis zu 74 cm ist er ein großer, stämmiger, lang gebauter Ducker mit kurzen kräftigen Beinen und einem ebenfalls kräftigen Nacken. Er trägt ein haselnussbraunes bis fast schwarzes glattes Fell mit einem helleren gräulichen Gesicht. Der Bauch und die untere Flanke sind rötlich-braun gefärbt, auf der Mittellinie des Rückens verläuft zusätzlich ein schmales, sehr dunkles Band. Als hervorstechendes Merkmal trägt er einen schwarzen bis rotbraunen Haarbüschel zwischen den 8 bis 12 cm langen, nach hinten gerichteten Hörnern. Die Ohren sind gerundet und schwach bräunlich gefärbt.

## Verbreitung

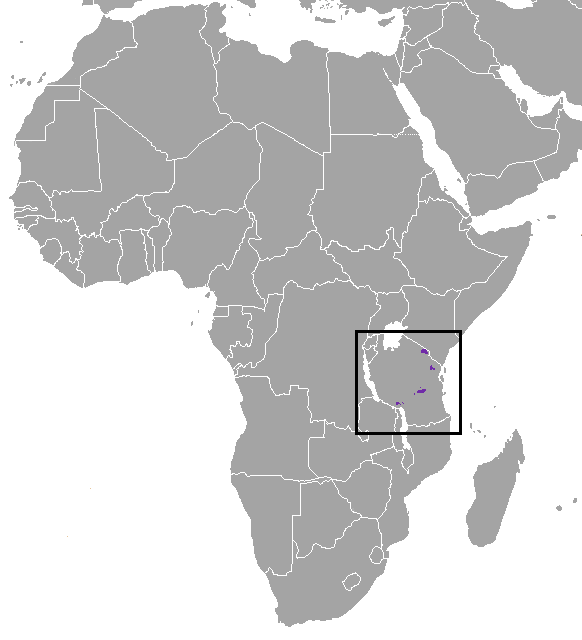
Verbreitungsgebiet (lila)

Der Abbott-Ducker kommt in den Bergregenwäldern im Osten und Süden Tansanias vor, wo man ihn am häufigsten im Kilimandscharo-Nationalpark antrifft. Dort lebt er in einer Höhe von 1300 bis 2700 Metern, gelegentlich auch bis 4000 Metern. Vor allem in den höheren Lagen bevorzugt der Abbott-Ducker Hochmoore und sehr feuchte Gebiete. In tieferen Lagen um etwa 300 Höhenmeter bewohnt er auch Farmländer oder Wälder mit teils laubwerfenden Bäumen sowie teilweise offene Landschaften. Daneben kommt die Duckerart auch im Udzungwa-Mountains-Nationalpark vor, hier ist sie mit einer maximalen Populationsdichte von etwa einem Individuum je Quadratkilometer verbreitet. Kleinere Populationen bestehen zudem in den Usambara-Bergen und im südlichen Hochland von Tansania um den Mount Rungwe sowie den Livingstone-Bergen, jedoch ist unklar, wie stabil diese sind.

## Lebensweise
Der Abbott-Ducker ist weitgehend nachtaktiv, wird aber auch im Dämmerlicht beobachtet. Meist lebt er einzelgängerisch und benutzt häufig begangene Pfade. Die Hauptnahrung besteht aus Früchten, Blüten, grünen Sprösslingen und Kräutern. Außerdem wurde beobachtet, dass er Blätter von Springkräutern und Moose frisst. Möglicherweise ernährt er sich aber auch teilweise von Fleischnahrung wie andere Duckerarten auch, etwa von Amphibien. Der Nachwuchs kommt vom September bis Oktober zur Welt, möglicherweise sind die Tiere aber ganzjährig paarungsbereit. Die größten Fressfeinde sind der Leopard, gefolgt von Löwe und Tüpfelhyäne, Jungtiere können auch vom Kronenadler oder von Pythons erbeutet werden. Bei Gefahr flüchtet der Abbott-Ducker meistens in naheliegende Gewässer, kann sich aber auch im Fall der Bedrängung zur Wehr setzen.

## Systematik
Der Abbott-Ducker ist eng mit dem Gelbrückenducker (Cephalophus silvicultor) und dem Östlichen Gelbrückenducker (Cephalophus curticeps) verwandt. Er entstand möglicherweise aus einer Reliktpopulation einer dieser beiden Arten durch Speziation. Die Duckerart gilt als monotypisch.

## Gefährdung
Obwohl gesetzlich und durch die Nationalparks geschützt, ist der Bestand durch Wilderei, unter anderem durch Fallenjagd, bedroht. Die Gesamtpopulation wird von der IUCN auf rund 1500 Individuen mit zurückgehendem Trend geschätzt, die Duckerart gilt laut der Umweltschutzorganisation als stark gefährdet (endangered). Weitere Gefährdungspotentiale sind Habitatverlust durch die Ausbreitung menschlicher Siedlungen und damit verbundene Zerstörung der Landschaften.

## Belege
1. ↑  Bo Beolens, Michael Grayson, Michael Watkins: The Eponym Dictionary of Mammals. Johns Hopkins University Press, 2009; S. 1; ISBN 978-0-8018-9304-9.